# Јоги Ферел
Кевин Двејн Ферел Млађи (енгл. Kevin Duane Ferrell Jr.; Стајнсвил, 9. мај 1993) амерички је кошаркаш. Игра на позицији плејмејкера, а тренутно наступа за Будућност.

## Каријера
У октобру 2021. потписао је уговор до краја сезоне 2021/22. са Панатинаикосом.
Ферел је 1. децембра 2021. потписао уговор са Цедевитом Олимпијом. Проглашен најкориснијим играчем финалне серије Првенства Словеније у сезони 2022/23.
Средином августа 2023. Ферел је потписао уговор за кинески клуб Шангај шарксе. 
У новембру 2023. потписао је уговор до краја сезоне са екипом Будућности. У јуну 2024. продужио је уговор са подгоричким клубом на још годину дана.

## Успеси

### Клупски
- Цедевита Олимпија:
  - Првенство Словеније (2): 2021/22, 2022/23.
  - Куп Словеније (2): 2022, 2023.

- Будућност:
  - Првенство Црне Горе (1): 2023/24.

### Појединачни
- Идеални тим новајлија НБА — друга постава: 2016/17.
- Најкориснији играч финала Првенства Словеније (1): 2022/23.
- Најбољи стрелац Еврокупа (1): 2022/23.